# Lac Mathieu (rivière de l'Écluse)
Pour les articles homonymes, voir Mathieu et Lac Mathieu.
Le lac Mathieu est un plan d’eau douce traversé par la rivière de l'Écluse, situé dans le territoire non organisé de Rivière-Mistassini, dans la municipalité régionale de comté (MRC) de Maria-Chapdelaine, dans la région administrative du Saguenay–Lac-Saint-Jean, dans la province de Québec, au Canada.
La zone du lac Mathieu est indirectement desservie par la route forestière R0216 qui remonte la rive Est de la vallée de la rivière aux Rats. Quelques routes forestières secondaires desservent le secteur surtout pour les besoins de la foresterie et des activités récréotouristiques.
La surface du lac Mathieu est habituellement gelée de la fin novembre au début avril, toutefois la circulation sécuritaire sur la glace se fait généralement de la mi-décembre à la mi-avril.

## Géographie
Les principaux bassins versants voisins du lac Mathieu sont :
- côté Nord : lac de l'Écluse, rivière de l'Écluse, rivière aux Rats, lac du Loup-Cervier, rivière Nepton, ruisseau Narcisse, lac des Poissons Blancs ;
- côté Est : lac Boisvert, rivière de l'Écluse, rivière Mistassibi, lac Éden, rivière Perron ;
- côté Sud : rivière de l'Écluse, Petit lac Boisvert, lac Castor, lac la Trappe, rivière aux Rats, rivière Mistassini, ruisseau Larouche, rivière à la Carpe, ruisseau à la Corne ;
- côté Ouest : lac aux Rats, rivière Mistassini, rivière aux Rats, Petite rivière aux Foins, rivière de la Perdrix Blanche.

Le lac Mathieu comporte une superficie de km2, une longueur de 5,3 km, une largeur maximale de 0,9 km et une altitude de 195 m. Ce lac est traversé sur 2,1 km vers le Nord-Ouest par la rivière de l'Écluse.
L’embouchure du lac Mathieu est localisée au Nord-Ouest, soit à :
- 4,3 km au Sud-Est de la confluence de la rivière de l'Écluse et de la rivière aux Rats ;
- 7,4 km au Sud-Est de la confluence de la rivière de la Perdrix Blanche et de la rivière aux Rats ;
- 7,7 km au Sud-Ouest du cours de la rivière Mistassibi ;
- 16,0 km au Nord-Est du centre du village de Melançon ;
- 33,8 km au Nord-Ouest de la confluence de la rivière aux Rats et de la rivière Mistassini ;
- 34,6 km au Nord-Ouest de la confluence de la rivière Mistassibi et de la rivière Mistassini ;
- 53,5 km au Nord de la confluence de la rivière Mistassini et du lac Saint-Jean[1].

À partir de l’embouchure du lac Mathieu, le courant descend successivement le cours de la :
- rivière de l'Écluse sur 6,4 km vers le Nord-Ouest ;
- rivière aux Rats sur 55,5 km vers le Sud-Est ;
- rivière Mistassini sur 24,6 km vers l’Est, puis le Sud-Ouest.

À l’embouchure de cette dernière, le courant traverse le lac Saint-Jean sur 42,7 km vers l’Est, puis emprunte le cours de la rivière Saguenay vers l’Est sur 155 km jusqu'à la hauteur de Tadoussac où il conflue avec le fleuve Saint-Laurent.

## Toponymie
Le toponyme « lac Mathieu » a été officialisé le 3 septembre 1981 par la Commission de toponymie du Québec.